# Stoian-Zaimovo, Stara Zagora
Stoian-Zaimovo (în bulgară Стоян-Заимово) este un sat în comuna Cirpan, regiunea Stara Zagora,  Bulgaria. 

## Demografie
Componența etnică a satului Stoian-Zaimovo
     Bulgari (92,5%)
     Nicio identificare (7,5%)
     Altele (0%)
La recensământul din 2011, populația satului Stoian-Zaimovo era de 80 locuitori. Din punct de vedere etnic, majoritatea locuitorilor (92,5%) erau bulgari. Pentru 7,5% din locuitori nu este cunoscută apartenența etnică.